# Гута Пеняцкая
Гута Пеняцкая (пол. Huta Pieniacka, укр. Гута Пеняцька) — бывшее село на Украине на территории Золочевского района. Находится примерно в 10 км от села Подкамень.

## История
Согласно Йосифинского кадастра обозначена как недавно заселённая в 1786 году. В 1875 году единственный стекольный завод в деревне находился в повяте Бродзки.

## Уничтожение
Село уничтожено вместе с населением силами немецких нацистов и украинских националистов при совместном рейде отряда УПА под командованием куренного Макса Скорупского и 4-го полка дивизии СС Галичина штурмбаннфюрера Зигфрида Банца.